# نورت لندینگ (کالیفرنیا)
نورث لندینگ (به انگلیسی: North Landing) یک منطقهٔ مسکونی در ایالات متحده آمریکا است که در شهرستان مونو، کالیفرنیا واقع شده‌است. نورت لندینگ ۲٬۰۷۳ متر بالاتر از سطح دریا واقع شده‌است.